# ルミナリータワー池袋
ルミナリータワー池袋（ルミナリータワーいけぶくろ、英語: Luminary Tower Ikebukuro）は、東京都豊島区に所在する超高層マンション。

## 概要
池袋北地区土地区画整理事業施行以前は当該地区一帯に木造家屋が密集していたが、都市計画道路補助線街路第73号線を中心とする街区改造が行われ、当該地区は777台を収容する大規模な立体駐車場（大宗池袋パーキング）となっていた。立体駐車場を解体し、跡地に豊島区池袋2丁目タワー計画と仮称される超高層タワーが建設された。池袋駅西口では3棟目の超高層マンションである。

## 沿革
- 2010年（平成22年） - 大宗池袋パーキング解体開始。
- 2011年（平成23年）3月 - 着工。
- 2013年（平成25年）2月 - 竣工。

## 周辺
- 東武百貨店
- 東京芸術劇場